# Захарова Олена Ігорівна
Олена Ігорівна Захарова (рос. Елена Игоревна Захарова; 2 листопада 1975, Москва. Російська РФСР) — російська акторка театру та кіно.

## Біографія
Народилась і зросла в Москві 2 листопада 1975. З шести років танцювала в естрадно-хореографічному ансамблі «Буратино» при ДК АЗЛК. Згодом у вісім років мати віддала її до класичного балету, але там вона провчилася зовсім мало. З кар'єрою в класичному балеті не склалося.
Після восьмого класу вступила до Щукінського училища. На другому курсі зіграла роль Віки у фільмі Олександра Леонардовича Александрова «рос. Приют комедиантов».
4 лютого 2011 року народила дочку.
Активно знімається в кіно й серіалах.

## Громадянська позиція
Прибічник путінського режиму. Фігурант бази даних центру «Миротворець» як особа, що становить загрозу національній безпеці України і міжнародному правопорядку.

## Фільмографія
- 1995 — рос. Приют комедиантов — Віка
- 1996 — рос. Фильм о тебе
- 1997 — рос. Новогодняя история
- 1998 — рос. Му-Му
- 1998 — рос. Остановка
- 1998 — рос. Судья в ловушке
- 1999 — рос. Теплые ветры древних Булгар
- 2000 — рос. Простые истины
- 2000 — рос. Медики
- 2001 — рос. Пятый угол — Аня
- 2001 — Далекобійники
- 2001 — рос. Курортный роман. Ловушка для маэстро
- 2001 — рос. Яды, или Всемирная история отравлений — акторка в театрі Волкова
- 2002 — рос. Приключение мага
- 2002 — рос. Афродизия
- 2002 — рос. Леди на день — Луїза
- 2002 — рос. Спартак и Калашников — Оксана
- 2002 — рос. Юрики
- 2002 — Тартарен із Тараскона — Мері
- 2004 — рос. Пепел «Феникса» — Ксенія
- 2004 — рос. Красная Луна
- 2004 — рос. Слова и музыка
- 2004 — рос. Амапола — Ірина
- 2004 — рос. Парни из стали — Марі
- 2005 — рос. Жених для Барби
- 2005 — рос. Сага древних булгар. Сказание Ольги Святой
- 2005 — Хто в домі господар?
- 2005 — рос. Тайная стража
- 2006 — рос. Вернуть Веру — Віра Голубєва
- 2006 — рос. Точка
- 2006 — Кадети — Поліна Ольховська
- 2006 — рос. Парадиз — Віка
- 2006 — рос. Парижане — Настя Забавнікова
- 2007 — рос. Погоня за ангелом — Оленочка
- 2007 — рос. Удачный обмен
- 2008 — рос. Золотой ключик — Віра
- 2008 — Єрмолови — Тоня Єрмолова, мати Сергія, донька Насті й Кості
- 2008 — рос. Рука на счастье
- 2009 — рос. Принцесса и нищенка — Інга Сенцова, Альона Кримова
- 2009 — Кремлівські курсанти — Поліна Ольховська
- 2009 — рос. Тихие сосны — Олена
- 2009 — рос. Осенние цветы — Леда Нєжина
- 2009 — рос. Молчун
- 2010 — рос. Серафима Прекрасная — Іра Долгова
- 2010 — рос. Бежать — Юля

## Телешоу
- 2006 — рос. Звезды на льду
- 2009 — рос. Танцы со звездами

## Реклама
- Шоколад «Hershey's»
- Цукерки «Червоний Жовтень»
- Засіб для миття посуду «Fairy»

## Визнання й нагороди
- Приз Гатчинського кінофестивалю за роль Марі у фільмі рос. «Тартарен из Тараскона»
- Приз Театральна премія «Чайка» за роль Офелії в постановці «Гамлет» режисера Пітера Штайна, 1999
- Приз журналу рос. Огонек «Відкриття року», 1999